# Paracuru (ort)
Paracuru är en ort i Brasilien.   Den ligger i kommunen Paracuru och delstaten Ceará, i den östra delen av landet, 1 700 km nordost om huvudstaden Brasília. Paracuru ligger 23 meter över havet och antalet invånare är 21 196.
Terrängen runt Paracuru är platt. Havet är nära Paracuru norrut. Paracuru är det största samhället i trakten. 
Trakten runt Paracuru består till största delen av jordbruksmark.